# Willie Callaghan
Willie Callaghan, all'anagrafe William Thomas Callaghan (Cowdenbeath, 12 febbraio 1943) è un ex calciatore scozzese, di ruolo difensore.

## Biografia
Suo fratello minore Tommy è stato a sua volta un calciatore professionista (i due fratelli sono anche stati compagni di squadra nel Dunfermline). Suo padre William, gli zii materni Patrick Flanningan e David Flanningan, suo nipote Tommy, suo figlio Willie ed il suo pronipote Liam sono stati tutti a loro volta calciatori a livello quantomeno semiprofessionistico.

## Caratteristiche tecniche
Era un terzino destro.

## Carriera

### Club
Tra il 1961 ed il 1972 ha giocato ininterrottamente per 11 stagioni nella prima divisione scozzese con la maglia del Dunfermline, vivendo da protagonista (286 presenze e 3 reti in incontri di campionato e complessive 34 presenze fra Coppa delle Coppe e Coppa delle Fiere, grazie alle quali è il giocatore del club bianconero con il maggior numero di presenze in incontri ufficiali internazionali) uno dei migliori periodi della storia del club, che durante la sua permanenza in squadra vince una Coppa di Scozia (la seconda della sua storia), conquista due terzi posti in campionato (impresa mai riuscita né in precedenza né nel mezzo secolo successivo), una finale persa e due semifinali in Coppa di Scozia ed una semifinale nella Coppa delle Coppe 1968-1969. Al termine della stagione 1971-1972 Callaghan lascia poi Pars per andare a giocare in seconda divisione ai Berwick Rangers, ritirandosi infine nel 1976 dopo un'ultima stagione trascorsa sempre in questa categoria con il Cowdenbeath, club della sua città natale.

### Nazionale
Tra il 1967 ed il 1970 ha giocato complessivamente 6 partite con la nazionale scozzese.

## Palmarès

### Club

#### Competizioni nazionali
- Coppa di Scozia: 1

Dunfermline: 1967-1968